# بورویا

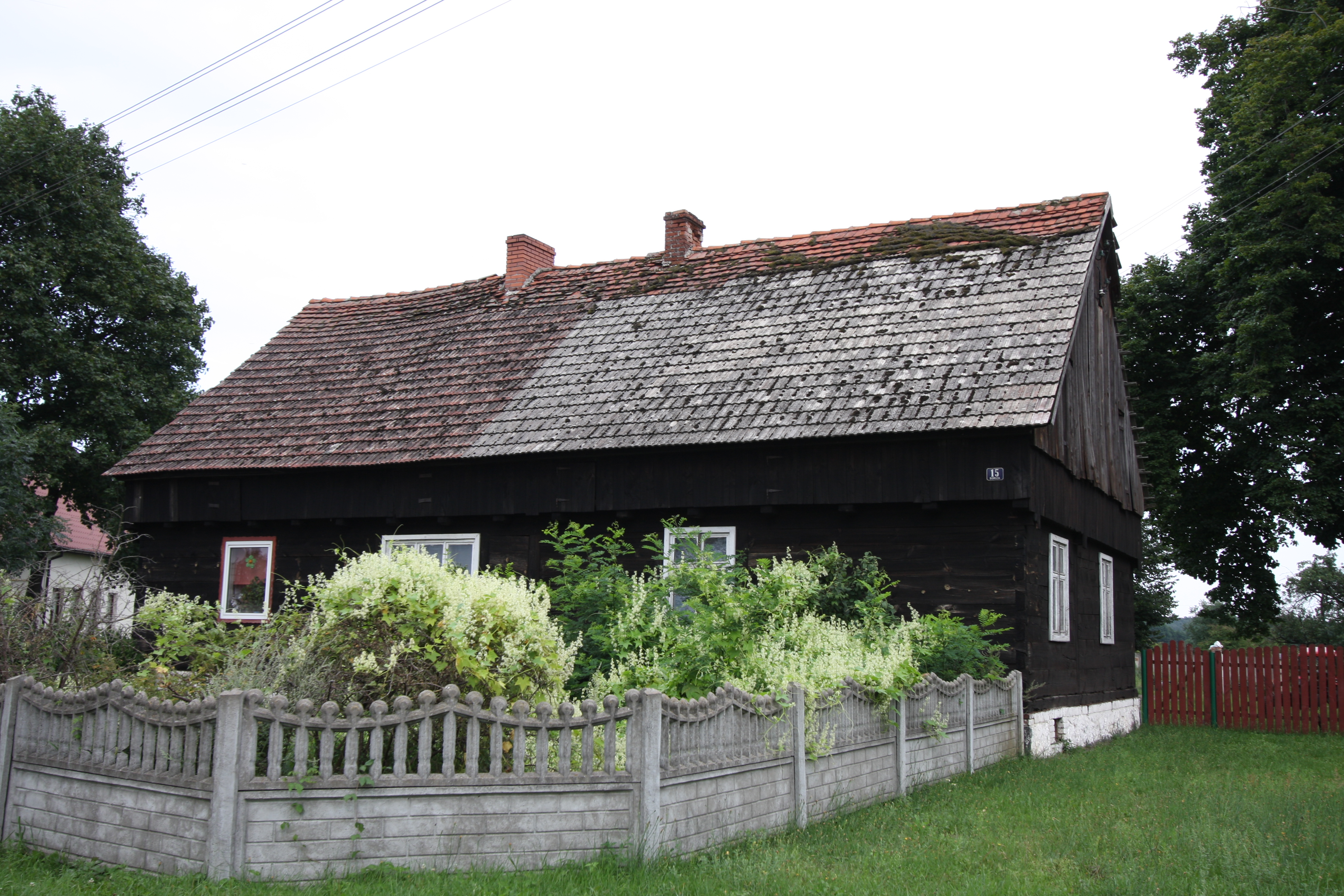
منطقه مسکونی در لهستان

بورویا (به لهستانی:  Boruja) یک روستا در لهستان است که در گمینا شدلتس واقع شده‌است.